# 卡姆揚卡河 (巴扎夫盧克河支流)
47°39′00″N 34°01′26″E / 47.65000°N 34.02389°E
卡姆揚卡河（烏克蘭語：Кам'янка）是烏克蘭中部第聶伯羅彼得羅夫斯克州的河流，並屬於巴扎夫盧克河的支流。該河始於切爾沃尼奥爾利克，終於烏斯季-卡姆揚卡，全長88公里，流域面積1,750平方公里。